# Вікова фізіологія
Вікова́ фізіоло́гія - розділ фізіології людини і тварин, що вивчає закономірності становлення і розвитку фізіологічних функцій організму впродовж онтогенезу — від запліднення яйцеклітини до кінця життя. Ст ф. встановлює особливості функціонування організму, його систем, органів і тканин на різних вікових етапах. Життєвий цикл всіх тварин і людини складається з певних стадій або періодів. Так, розвиток ссавців тварин проходить наступні періоди: внутрішньоутробний (що включає фази ембріонального і плацентарного розвитку), новонародженості, молочний, статевого дозрівання, зрілості і старіння.